# Pro Recco Waterpolo 1913 2015-2016

## Rosa
| N° |                       | Ruolo | Giocatore           |
| -- | --------------------- | ----- | ------------------- |
|    | Italia (bandiera)     | P     | Stefano Tempesti    |
|    | Italia (bandiera)     | P     | Giacomo Pastorino   |
|    | Italia (bandiera)     | P     | Fabio Viola         |
|    | Montenegro (bandiera) | D     | Aleksandar Ivović   |
|    | Italia (bandiera)     | D     | Niccolò Gitto       |
|    | Italia (bandiera)     | D     | Niccolò Figari      |
|    | Italia (bandiera)     | D     | Massimo Giacoppo    |
|    | Italia (bandiera)     | CV    | Francesco Di Fulvio |

| N° |                    | Ruolo | Giocatore       |
| -- | ------------------ | ----- | --------------- |
|    | Italia (bandiera)  | CV    | Andrea Fondelli |
|    | Italia (bandiera)  | A     | Pietro Figlioli |
|    | Italia (bandiera)  | A     | Alex Giorgetti  |
|    | Serbia (bandiera)  | A     | Dušan Mandić    |
|    | Croazia (bandiera) | A     | Sandro Sukno    |
|    | Italia (bandiera)  | CB    | Matteo Aicardi  |
|    | Italia (bandiera)  | CB    | Michaël Bodegas |
|    | Italia (bandiera)  | CB    | Patryk Squeri   |

Ad essi si aggiungono per le competizioni europee:
| N° |                   | Ruolo | Giocatore          |
| -- | ----------------- | ----- | ------------------ |
|    | Serbia (bandiera) | CV    | Andrija Prlainović |
|    | Serbia (bandiera) | A     | Filip Filipović    |
|    | Serbia (bandiera) | A     | Duško Pijetlović   |

- Allenatore:  Amedeo Pomilio
- Medico sociale:  Giorgio Maietta Farnese
- Preparatore atletico:  Francesco Rizzo
- Massaggiatore:  Stefano Bordino ed Elisa Iavarone

## Mercato
| Acquisti | Acquisti        | Acquisti   | Acquisti |
| R.       | Nome            | da         |          |
| -------- | --------------- | ---------- | -------- |
| A        | Dušan Mandić    | Partizan   |          |
| A        | Sandro Sukno    | Primorje   |          |
| CB       | Michaël Bodegas | AN Brescia |          |

| Cessioni | Cessioni         | Cessioni      | Cessioni |
| R.       | Nome             | a             |          |
| -------- | ---------------- | ------------- | -------- |
| A        | Maurizio Felugo  | fine attività |          |
| A        | Maro Joković     | Jug Dubrovnik |          |
| CB       | Federico Lapenna | Lazio         |          |

## Risultati

### Serie A1

#### Girone di andata
| Arbitri: | Francesco Romolini Massimo Savarese |

|                      |           | |
| Manzi: 2 Mugnaini: 1 | Marcatori | 4: Aicardi, F. Di Fulvio, Sukno 3: Giorgetti 2: A. Ivović 1: Bodegas, Figari, Figlioli, Fondelli, Mandić |

| Arbitri: | Filippo Gomez Andrea Zedda |

|                                                                            |           |                                  |
| Sukno: 3 Aicardi, N. Gitto: 2 F. Di Fulvio, Fondelli, A. Ivović, Mandić: 1 | Marcatori | 2: Charuto 1: Cannella, Di Rocco |

| Arbitri: | Alessandro Marongiu Alessandro Severo |

|                                          |           |                                                                                 |
| Gonzalez: 2 De Trane, Fracas, Gavazzi: 1 | Marcatori | 3: A. Ivović 2: Fondelli, Giacoppo, Mandić 1: Aicardi, Figari, Giorgetti, Sukno |

| Arbitri: | Giuseppe Fusco Bruno Navarra |

|                                                                                     |           |                   |
| Bodegas: 3 Giacoppo, Mandić, Sukno: 2 Aicardi, F. Di Fulvio, Fondelli, A. Ivović: 1 | Marcatori | 1: Gallo, Saccoia |

| Arbitri: | Raffaele Colombo Marco Ercoli |

|                                                          |           |                                                              |
| Di Somma, Petković, Busilacchi, Jelača, Bini, Deserti: 1 | Marcatori | 4: Ivović 3: Aicardi 2: Di Fulvio, Mandić 1: Sukno, Fondelli |

| Arbitri: | Michele Minelli Stefano Riccitelli |

|                                                      |           |                                       |
| Mandić: 3 Di Fulvio, Figlioli: 2 Giorgetti, Sukno: 1 | Marcatori | 2: Velotto 1: Di Costanzo, Migliaccio |

| Arbitri: | Francesco Palmieri Alessandro Severo |

|                                   |           |                                                                |
| Di Luciano: 2 Abela, Camilleri: 1 | Marcatori | 4: Giorgetti 3: Ivović 2: Mandić 1: Fondelli, Aicardi, Bodegas |

| Arbitri: | Mario Bianchi Alessio Magnesia |

|                                                                                       |           |                                    |
| Mandić, Aicardi, Ivović: 3 Di Fulvio, Fondelli, Figari: 2 Figlioli, Sukno, Bodegas: 1 | Marcatori | 1: Dani, Bruni, G. Oneto, Astarita |

| Arbitri: | Giovanni Lo Dico Cristina Taccini |

|              |           |                                                                                        |
| Milaković: 2 | Marcatori | 3: Sukno, Ivović 2: Di Fulvio, Figlioli, Giorgetti 1: Mandić, Giacoppo, Aicardi, Gitto |

| Arbitri: | Stefano Pinato Francesco Romolini |

|                                                                                         |           |                               |
| Mandić, Bodegas: 3 Sukno, Giacoppo, Figari: 2 Di Fulvio, Figlioli, Aicardi, Fondelli: 1 | Marcatori | 1: Bezić, B. Oneto, Innocenzi |

| Arbitri: | Massimo Calabrò Antonio Guarracino |

|                    |           |                                            |
| Podgornik, Elez: 1 | Marcatori | 4: Mandić 3: Aicardi 2: Sukno 1: Giorgetti |

| Arbitri: | Fabio Collantoni Bruno Navarra |

|                                                                              |           |                                           |
| Mandić: 3 Di Fulvio: 2 Figlioli, Giorgetti, Sukno, Bodegas, Ivović, Gitto: 1 | Marcatori | 2: Luongo 1: Korolija, Lanzoni, Valentino |

| Arbitri: | Attilio Paoletti Alessandro Severo |

|                                             |           |                                                            |
| Rizzo:2 Molina, Nora, Presciutti, Ubović: 1 | Marcatori | 2: Mandić, Sukno 1: Di Fulvio, Giacoppo, Bodegas, Fondelli |

#### Girone di ritorno
| Arbitri: | Stefano Riccitelli Francesco Romolini |

|                                                                                         |           |                                |
| Giacoppo: 3 Di Fulvio, Mandić: 2 Figlioli, Giorgetti, Sukno, Aicardi, Bodegas, Gitto: 1 | Marcatori | 1: Privitera, Steardo, Brlečić |

| Arbitri: | Filippo Gomez Andrea Zedda |

|                                            |           |                                                             |
| Cannella, Lapenna: 2 Di Rocco, Leporale: 1 | Marcatori | 4: Fondelli 3: Mandić 2: Figari 1: Sukno, Giacoppo, Bodegas |

| Arbitri: | Stefano Alfi Stefano Ricciotti |

|                                                               |           |                                        |
| Di Fulvio: 4 Mandić: 3 Sukno, Aicardi: 2 Figlioli, Bodegas: 1 | Marcatori | 3: Guidaldi 2: Monari 1: Ravina, Guidi |

| Arbitri: | Fabio Collantoni Giuseppe Fusco |

|                                                                     |           |                                                                      |
| Marinić Kragić, Klikovac, Renzuto Iodice, Bušlje, Saviano, Dolce: 1 | Marcatori | 3: Sukno 2: Mandić, Figlioli, Aicardi 1: Di Fulvio, Figari, Fondelli |

| Arbitri: | Massimiliano Caputi Gianluca Centineo |

|                                                                               |           |                                 |
| Figlioli, Aicardi: 3 Sukno, Bodegas: 2 Mandić, Giorgetti, Figari, Fondelli: 1 | Marcatori | 2: Di Somma 1: Jelača, Mirarchi |

| Arbitri: | Arnaldo Petronilli Stefano Riccitelli |

|                                     |           |                                                            |
| Brguljan: 2 Campopiano, Maccioni: 1 | Marcatori | 2: Di Fulvio, Mandić, Bodegas 1: Giorgetti, Sukno, Aicardi |

| Arbitri: | Andrea Zedda Stefano Alfi |

|                                                                                            |           |                                               |
| Bodegas: 4 Giorgetti: 3 Di Fulvio, Mandić, Sukno, Giacoppo: 2 Aicardi, A. Ivović, Gitto: 1 | Marcatori | 3: B. Ivović 1: Di Luciano, Rotondo, Casasola |

| Arbitri: | Bruno Navarra Stefano Ricciotti |

|                                                 |           | |
| Vasić, Bruni: 3 Generini, G. Oneto, Astarita: 1 | Marcatori | 3: Di Fulvio, Mandić 2: Giorgetti, Giacoppo, Aicardi, Bodegas 1: Figlioli, Sukno, Figari, Fondelli |

| Arbitri: | Stefano Alfi Giuseppe Fusco |

|                                                                                          |           |                                                  |
| Mandić, Sukno, Ivović: 3 Di Fulvio: 2 Figlioli, Giorgetti, Aicardi, Fondelli, Bodegas: 1 | Marcatori | 1: Alesiani, Pesenti, Cesini, Milaković, Sadovyy |

| Arbitri: | Marco Ercoli Alessio Magnesia |

|                                     |           |                                                                               |
| Mandolini: 2 B. Oneto, Del Basso: 1 | Marcatori | 2: Fondelli, Giorgetti, Sukno, Giacoppo, Figari 1: Di Fulvio, Mandić, Bodegas |

| Arbitri: | Antonio Pascucci Andrea Zedda |

|                                                                          |           |            |
| Di Fulvio, Ivović: 2 Mandić, Fondelli, Sukno, Giacoppo, Figari, Gitto: 1 | Marcatori | 1: Popović |

| Arbitri: | Stefano Scappini Cristina Taccini |

|                                                |           |                                                             |
| S. Luongo: 3 Marziali, Valentino, M. Luongo: 1 | Marcatori | 3: Ivović 2: Figlioli, Sukno, Giacoppo 1: Fondelli, Aicardi |

| Arbitri: | Mario Bianchi Stefano Riccitelli |

|                                                                                        |           |                                 |
| Sukno, Aicardi: 2 Di Fulvio, Figlioli, Giorgetti, Giacoppo, Figari, Bodegas, Ivović: 1 | Marcatori | 3: Molina 1: Ranđelović, Ubović |

#### Final Six Scudetto
| Arbitri: | Stefano Riccitelli Giovanni Lo Dico |

|                                                                                       |           |                                       |
| Mandić: 4 Figari, Ivović: 2 Di Fulvio, Figlioli, Fondelli, Sukno, Aicardi, Bodegas: 1 | Marcatori | 3: Borrelli 1: Migliaccio, Campopiano |

| Arbitri: | Massimiliano Caputi Alessandro Severo |

|                                                     |           |                                                                 |
| Di Fulvio: 3 Mandić: 2 Figlioli, Aicardi, Ivović: 1 | Marcatori | 1: C. Presciutti, Molina, Rizzo, N. Presciutti, Bertoli, Ubović |

### Coppa Italia

#### Final Four

##### Semifinale
| Arbitri: | Raffaele Colombo Giovanni Lo Dico |

|                                                                     |           |                                                   |
| Sukno: 3 Mandić, Giorgetti, Figari, Fondelli: 2 Giacoppo, Ivović: 1 | Marcatori | 2: Esposito 1: Di Costanzo, Mattiello, Campopiano |

##### Finale 1º/2º posto
| Arbitri: | Massimiliano Caputi Filippo Gomez |

|                                          |           |                                          |
| Di Fulvio: 2 Sukno, Fondelli, Ivović : 1 | Marcatori | 1: Ranđelović, Rizzo, Ubović, Napolitano |

### LEN Champions League

#### Turno preliminare
Due gironi da sei squadre ciascuno. Si qualificano le prime 3 del girone B e le prime 2 del girone A più l'Eger, squadra ospitante della Final Six. La Pro Recco è inclusa nel girone B.
| Arbitri: | Mario Dalli Nikolaos Boudramis |

|                                                                                |           |                        |
| Di Fulvio, Prlainović: 3 F. Filipović, Ivović, Pijetlović, Sukno: 2 Bodegas: 1 | Marcatori | 3: M. Janović 1: Nikić |

| Arbitri: | Nenad Periš Haldun Toygarli |

|                                                                                   |           |                               |
| Di Fulvio: 3 Figari, Giacoppo, Ivović, Mandić, Prlainović: 2 Pijetlović, Sukno: 1 | Marcatori | 1: Drašović, Subotić, Vučinić |

| Arbitri: | Haldun Toygarli Vlaho Radicević |

|                                                |           |                                                                        |
| Decker, Salamon: 2 Bátori, Graham, Gór-Nagy: 1 | Marcatori | 3: Ivović 2: Pijetlović, Prlainović, Aicardi 1: Bodegas, Mandić, Sukno |

| Arbitri: | Boris Margeta Sergej Naumov |

|                                                                                              |           |                                          |
| Mandić: 3 Filipović, Gitto, Ivović: 2 Aicardi, Bodegas, Di Fulvio, Pijetlović, Prlainović: 1 | Marcatori | 3: Perrone 1: García, Joković, Obradović |

| Arbitri: | Nenad Peris Haldun Toygarli |

|                                                                            |           |                                                     |
| Mandić: 5 Prlainović: 3 Filipović: 2 Pijetlović, Sukno, Fondelli, Gitto: 1 | Marcatori | 3: Aleksić, Younger 2: Gocić 1: Madaras, Vámos, Kis |

| Arbitri: | Vojin Putniković Irfan Sadekov |

|                                                        |           |                                                                                   |
| Aleksić, Varga: 3 Vámos, Mitrović: 2 Gocić, Madaras: 1 | Marcatori | 2: Di Fulvio, Pijetlović, Sukno 1: Mandić, Figlioli, Prlainović, Filipović, Gitto |

| Arbitri: | Adrian Alexandrescu Georgios Stavridis |

|                                 |           |                                              |
| Perrone: 3 García, Obradović: 1 | Marcatori | 2: Sukno 1: Di Fulvio, Prlainović, Filipović |

| Arbitri: | Vojin Putniković Alexandru Mustata |

|                                              |           |                   |
| Pijetlović: 3 Ivović: 2 Mandić, Filipović: 1 | Marcatori | 1: Decker, Bátori |

| Arbitri: | Sevan Arslanyan Vladimir Golikov |

|                                                  |           |                                                                                             |
| Gielen, Jakšić: 2 Subotić, Drašović, Asanović: 1 | Marcatori | 4: Aicardi 2: Mandić, Fondelli, Sukno, Filipović, Ivović 1: Di Fulvio, Figlioli, Prlainović |

## Statistiche

### Statistiche di squadra
- Statistiche aggiornate al 27 maggio 2016.

| Competizione     | Punti | In casa | In casa | In casa | In casa | In casa | In casa | In trasferta | In trasferta | In trasferta | In trasferta | In trasferta | In trasferta | Neutro | Neutro | Neutro | Neutro | Neutro | Neutro | Totale | Totale | Totale | Totale | Totale | Totale | DR   |
| Competizione     | Punti | G       | V       | N       | P       | Gf      | Gs      | G            | V            | N            | P            | Gf           | Gs           | G      | V      | N      | P      | Gf     | Gs     | G      | V      | N      | P      | Gf     | Gs     | DR   |
| ---------------- | ----- | ------- | ------- | ------- | ------- | ------- | ------- | ------------ | ------------ | ------------ | ------------ | ------------ | ------------ | ------ | ------ | ------ | ------ | ------ | ------ | ------ | ------ | ------ | ------ | ------ | ------ | ---- |
| Serie A1         | 78    | 13      | 13      | 0       | 0       | 173     | 53      | 13           | 13           | 0            | 0            | 169          | 63           | 0      | 0      | 0      | 0      | 0      | 0      | 26     | 26     | 0      | 0      | 342    | 116    | +226 |
| Playoff          | -     | 0       | 0       | 0       | 0       | 0       | 0       | 0            | 0            | 0            | 0            | 0            | 0            | 2      | 2      | 0      | 0      | 22     | 11     | 2      | 2      | 0      | 0      | 22     | 11     | +11  |
| Coppa Italia     | -     | 0       | 0       | 0       | 0       | 0       | 0       | 2            | 2            | 0            | 0            | 18           | 9            | 0      | 0      | 0      | 0      | 0      | 0      | 2      | 2      | 0      | 0      | 18     | 9      | +9   |
| Champions League | -     | 5       | 5       | 0       | 0       | 65      | 26      | 4            | 2            | 1            | 1            | 46           | 31           | 0      | 0      | 0      | 0      | 0      | 0      | 9      | 7      | 1      | 1      | 111    | 57     | +54  |
| Totale           | -     | 18      | 18      | 0       | 0       | 238     | 79      | 19           | 17           | 1            | 1            | 233          | 100          | 2      | 2      | 0      | 0      | 22     | 11     | 39     | 37     | 1      | 1      | 493    | 193    | +300 |

### Classifica marcatori
| Tot. | Giocatore           | A1 | CI | CL |
| ---- | ------------------- | -- | -- | -- |
| 75   | Dušan Mandić        | 58 | 2  | 15 |
| 61   | Sandro Sukno        | 46 | 4  | 11 |
| 55   | Francesco Di Fulvio | 42 | 2  | 11 |
| 49   | Aleksandar Ivović   | 34 | 2  | 13 |
| 45   | Matteo Aicardi      | 38 | 0  | 7  |
| 31   | Michaël Bodegas     | 29 | 0  | 2  |
| 30   | Andrea Fondelli     | 24 | 3  | 3  |
| 27   | Alex Giorgetti      | 25 | 2  | 0  |
| 24   | Pietro Figlioli     | 22 | 0  | 2  |
| 23   | Massimo Giacoppo    | 20 | 1  | 2  |
| 21   | Niccolò Figari      | 17 | 2  | 2  |
| 13   | Andrija Prlainović  | 0  | 0  | 12 |
| 12   | Duško Pijetlović    | 0  | 0  | 12 |
| 11   | Filip Filipović     | 0  | 0  | 11 |
| 11   | Niccolò Gitto       | 7  | 0  | 4  |